# جوش راندال
جوش راندال (بالإنجليزية: Josh Randall)‏ هو ممثل أمريكي، ولد في 27 يناير 1972 بباسيفيك غروف في الولايات المتحدة.

## أعمال

### مسلسلات
- آنجل
- الضياع
- إد
- إن سي آي إس
- بوشنغ ديزيز[1]
- جوي
- سكرابز
- عقول إجرامية
- فضيحة[2]
- كاسل
- كولد كيس

## وصلات خارجية
- جوش راندال على موقع IMDb (الإنجليزية)
- جوش راندال على موقع ألو سيني (الفرنسية)
- جوش راندال على موقع أول موفي (الإنجليزية)
- جوش راندال على موقع قاعدة بيانات الفيلم (الإنجليزية)
- جوش راندال على موقع كينوبويسك (الروسية)